# Gatecreeper
Gatecreeper — американская дэт-метал-группа из Финикса, штат Аризона.

## История
В 2014 году Gatecreeper выпустили одноимённый мини-альбом из четырёх песен. В 2015 году Gatecreeper выпустили сплит с группой Take Over and Destroy. В том же году Gatecreeper отыграли свой первый концерт в Rebel Lounge — бывшем The Mason Jar — вместе с The Atlas Moth и Take Over and Destroy.
В 2016 году группа приняла участие в записи сплита с Homewrecker, Outer Heaven и Scorched. В 2016 году Gatecreeper выпустили сплит с группой Young and in the Way. В том же году Gatecreeper выпустили свой дебютный полноформатный альбом на лейбле Relapse Records под названием Sonoran Depravation.
В августе 2019 года Gatecreeper анонсировали свой новый альбом Deserted, который вышел 4 октября 2019 года на лейбле Relapse Records. Loudwire включил его в список 50 лучших метал-альбомов 2019 года.
В январе 2021 года группа выпустила мини-альбом An Unexpected Reality. Альбом занял четырнадцатое место в списке «25 лучших альбомов 2021 года» по версии журнала Revolver.
В мае 2024 года группа выпустила свой третий полноформатный альбом Dark Superstition.
25 ноября 2024 года было объявлено, что Gatecreeper выступят на разогреве у шведской мелодик-дэт-метал группы Arch Enemy в рамках тура European Blood Dynasty 2025 вместе со специальными гостями Eluveitie и Amorphis.

## Дискография
Студийные альбомы
- Sonoran Depravation (2016, Relapse)
- Deserted (2019, Relapse)
- Dark Superstition (2024, Nuclear Blast)

Мини-альбомы и сплиты
- Gatecreeper (2014, King Of The Monsters, Protagonist Music)
- Gatecreeper / Take Over and Destroy (President Gator, Common Wall Media LLC)
- Gatecreeper / Homewrecker / Outer Heaven / Scorched (Escapist Records)
- Gatecreeper / Young and in the Way (2016, A389 Recordings)
- Sweltering Madness (2017, Closed Casket Activities)
- Gatecreeper / Iron Reagan (2018, Relapse Records)
- An Unexpected Reality (2021, Closed Casket Activities)